# Българово
Бъ̀лгарово е град в Югоизточна България, област Бургас, община Бургас.

## География
Град Българово се намира на около 21 km северозападно от областния център Бургас, 6 km северно от град Камено, 16 km югоизточно от Айтос и 325 km източно от столицата София. Разположен е в южното подножие на Айтоска планина, в прехода към Бургаската низина. На около километър западно от Българово тече на юг Айтоска река, а отвъд височините северно от града – нейният ляв приток Съдиевска река. В района има находище на хромити
Надморската височина в центъра на града при сградата на кметството е около 76 m, нараства на север до около 90 – 100 m и на изток до около 80 m, а намалява на запад и юг до около 40 – 50 m. Климатът е преходно-континентален със слабо черноморско климатично влияние; почвите в землището са богати смолници
Общински път води от Българово на юг до връзка с минаващата на около километър автомагистрала „Тракия“, а на изток – до връзка с първокласния републикански път I-6 (Подбалкански път, Европейски път Е871).
Българово има жп спирка на минаващата западно от него Главна железопътна линия № 8 Пловдив – Бургас.
В землището на град Българово има 5 микроязовира.
Населението на град Българово, наброявало 2543 души при преброяването към 1934 г. и 2919 към 1046 г., намалява постепенно до 1494 (по служебен документ на НСИ от 31.12.2023 г.) към 2023 г.
Етническият състав на населението по численост и дял на етническите групи според преброяването през 2011 г. е:
|                     | Численост |
| Общо                | 1695      |
| Българи             | 1177      |
| Турци               | 5         |
| Цигани              | 6         |
| Други               | ...       |
| Не се самоопределят | ...       |
| Неотговорили        | 487       |

## История
В района на Българово има няколко селищни могили от бронзовата и желязната епоха и от античността, мегалитни паметници, останки от праисторически селища, от римски път и римски вили. Намерени са меч със златна украса (3 век пр.н.е.), оброчна мраморна плоча на Тракийския Херос (1 век), римски и византийски монети и други. Селището е споменато в османотурски документи от 1676 г. По време на Руско-турската война 1828 – 1829 г. жителите му се изселват в Русия. По-късно се заселват преселници от околните селища.
По време на османското владичество населението на селището е гръцкоговорещо. Самото село се нарича на турски Урум Еникьой (Гръцко Ново село), а на гръцки – Стахтохори (Σταχτοχώρι, „Пепелно село“) или Евстатохори (Εὐσταθοχώρι). По време на Руско – турската война през зимата на 1877/78 г. по-голямата част от населението е избито от отстъпващи башибозушки и черкезки банди. По-късно селището започва да се населва с българи – предимно с бежанци от Източна Тракия, които се заселват тук след Балканската и Междусъюзническата война от 1912 – 1913 г.
Преди 1874 г. в Урум ени кьой (Българово) е открито основно училище, съществува като гръцко до 1906 г. По Берлинския договор 1878 г. селото остава в Източна Румелия, присъединено е към България след Съединението 1885 г. Носи името Урум ени кьой до 1934 г., когато е преименувано Българово. През 1954 г. е признато за селище от градски тип, през 1971 г. – за град.

## Религии
Църквата „Св. Атанасий“ е построена в средата на 1854 г. от гръцкото население на селището. През 1904/5 г. българите построяват свой храм, посветен на „Св. цар Борис“, разрушен през 1946 г.

## Спорт
- Футболен клуб „Урожай“ (Българово) е участник в Б регионална група „Юг“ на Бургаска област.
- Футболен клуб „Мастер“ (Бургас) играе мачовете си в гр. Българово, печели първенството в Южната Б областна група през сезон 2009/10, след това спечелва А областна група и от сезон 2011/2012 играе в Югоизточна В група.

## Икономика
Землището на гр. Българово е на площ 39 000 дка. Обработваемите площи са разпределени между двете кооперации „Съединение 00Д“ и „Земя-92“.
На запад от града, при хълма Кара баир е открито голямо находище на скалния материал българит, използван при производство на стъкло. Покрай града минава и автомагистрала „Тракия“.

## Политика
Кметове на Българово
| Име        | Фамилия  | Мандат до  | Партия |
| ---------- | -------- | ---------- | ------ |
| Марин      | Тачев    | 26/10/1999 |        |
| Ирина      | Иванова  | 04/11/2007 |        |
| Йордан     | Йорданов | 2023       | ГЕРБ   |
| Константин | Щерионов | до момента |        |

## Обществени институции
Град Българово към 2024 г. е център на кметство Българово.
В град Българово към 2024 г. има:
- Тракийско дружество „Яни Попов“

Председател: Ирина Иванова
Създадено през 1925 г. Начело на организацията са стояли винаги изтъкнати и патриотични настроени, предани на българската кауза тракийски дейци като Стойко Пашалиев, Илия Парасков и др.
- Народно читалище „Съгласие – 1905“[18][19]

Председател Анна Тодорова, секретар Мариана Среброва
Създадено през 1905 г. от родолюбиви местни учители, предхождано от читалище „Борба“. Днес развива богата обществена и културна дейност.
- Основно училище „Васил Левски“[20]
- Храм „Свети Атанасий“[21], обявен за паметник на културата, 1979 г.
- Целодневна детска градина „Светулка“;[22]
- пощенска станция.[23]

## Традиции и обичаи
Кукеров ден
Една седмица преди Сирни Заговезни в отделни дворове на града се чува звън на хлопки. Всеки участник в кукерските игри подготвя муницията си – кожен колан, ремъци за хлопките, маска, костюм. Кипи трескава подготовка за Сирна неделя – тогава в Българово е Кукеров ден. Подготовката на ритуала и обличането на участниците в маскарадните игри става на скрито място за да не ги разпознаят съгражданите им. С изгрева на слънцето маскираната дружина, водена от главния кукер или бабата, излиза на мегдана (хорището) и тръгвайки на изток, обхожда къщите.
Дружината е пъстра и колоритна, весела и страшна! Най-напред на дървено конче препуска царски предвестник и вика: ”Хора, пазете жените и децата, че идва царската войска!” След него, возен в двуколка, теглена от два вола (маскирани кукери), пристига кукерският цар с корона на главата. Водачът на воловете носи кросно и дисаги. Съпровождат ги булка и младоженец, баба и дядо, поп и клисар, доктор, бирник и бръснар, моми, харчари (войници) и кукери. Всички участници влизат в ролите си – веселят и плашат хората по улиците. Срещайки хора по пътя, докторът ги преглежда и лекува, намазвайки ги с лекарство (боя) от специално шише. Бирникът налага глоби, бабата проси за бебето си, бръснарят бръсне мъжете и иска да му се плати за труда. Войниците искат откуп, за да пуснат пленените минувачи и ги цапат с кал и пепел. Кукерите задяват момите, вдигат шум, скачайки високо, плашат мало и голямо, удрят с тояги и бичове за здраве и плодородие – да бяга зло!И така.. докато обходят целия град.
Когато влязат в двора на стопаните, кукерите извършват символични обредно-мистични действия. Стопаните излизат да ги посрещнат: ”Добре дошли, скъпи гости, кукери! От ланшното ви идване, каквото нарекохте, се сбъдна. Берекетът беше добър, овцете близниха, кравите повече мляко дадоха и домът ни се огласи от наследник.“ Младоженците се покланят и целуват ръка на стопаните. Булката мята кърпа на рамото на стария стопанин, в която трябва да завърже и върне дар. „И ето този колак ви подарявам и тези грошове, и другата година пак да дойдете, пак ще ви чакаме. Да сте живи и здрави!“ Кукерският водач отговаря и нарича: „Добра стопанке и добър стопанино, ние мислихме, че като потропаме на вашата порта, ще се разсърдите, а вие с колак ни дарихте. Затова Господ да ви помага да навъдите още два чифта волове, да орете, да преоравате, да сеете бяло жито, да го жънат малки моми – българовки, да го връзват млади момци – българовци, да има брашно – като на Коледа снега, да има здраве в таз къща – като на Ивановден леда, да има радост – като по Гергьовден цвета, да има сладост – като по Илинден меда, като тези момчета – Българовските кукери! Амин!“
По улиците парадът продължава! Срещайки хора по пътя, докторът ги преглежда и лекува, намазвайки ги с „лекарство“ от специално шише. Бирникът налага глоби, бабата проси за бебето си, бръснарят бръсне мъжете и иска да му се плати за труда. Войниците искат откуп, за да пуснат пленените минувачи и ги цапат с кал и пепел. Кукерите задяват момите, вдигат шум, скачайки високо, плашат мало и голямо, удрят с тояги и бичове за здраве и плодородие – да бяга зло!И така.. докато обходят целия град.
Следобед, преди залез слънце, към площада се стича старо и младо, привлечено от все по-шумния ехтеж на звънците, от веселието по улиците. Идва ред на финалния, но най-важен ритуал на кукерския празник – обредното заораване. Главно действащо лице е царят. Той тържествено пристига на мегдана, качен в „колесница“, теглена от кукери, маскирани като волове. За царя слагат трапеза – топла бяла пита, пържени яйца, бъклица вино. Докато се храни, водачът на воловете ги впряга в ралото. Царят заорава леха. На три пъти кукерите дърпат силно и събарят царя на земята, но той продължава. Хвърля семена от различни зърнени култури и благославя: „Да дава Господ берекет! Най-малкото жито да бъде колкото мене! От едно да стане хиляда! Да има мамули много, стоката да се множи, деца да има повече!“ Като засее, се обръща към събралите се хора: „Хайде вие, граждани, от зимен сън се събудете, че вече се е пролет задала, че нивята чакат преораване и засяване. Всичко да засеете – много да изкарате!Хамбарите да препълните и за нас колаци да сторите. За нас – българовските кукери!“ После търкулва шиника по площада и всички гледат как ще падне – ако отворът му е отгоре, ще има богата реколта. Празникът завършва с кукерско хоро, което прераства във всеобщо веселие на площада. Кукерите се събират на гощавка, а част от събраните пари даряват на читалището.
Ритуалът е пренесен от бежанците от Източна Тракия, които са се заселили тук през 1913 г. За първи път Кукеровден се провежда в Българово (тогавашното Урум-еникьой) през 1922 г. Остатък от езическо време, традицията на чудноватите кукерски игри представя древния мироглед на дедите ни, който свързва вечния кръговрат на живата природа раждане, разцвет, смърт и ново раждане, с трудовата дейност на човека и социалното развитие на обществото. Извършваните мистични действия са насочени към предизвикване и стимулиране на плодовитост, здраве и жизненост във всички сфери на стопанския, обществения и личния живот. Страшните маски, шумните звънци изваждат наяве спотаилото се зло – придават му образ, който ни помага да се освободим от него, да го опознаем, за да преодолеем страховете си. Благопожеланията за здраве и плодородие, колорита и богатството на кукерските костюми, ужасните им лица и ехтежът на звънците се сливат в онзи здравословен баланс на енергии и емоции, който ни вади от зимната летаргия и ни дава нови сили да продължим напред... още една година!

## Родени в Българово
- Емил Калоянов, художник[24]
- Тончо Карабулков, писател и бивш опозиционен земеделски деец, избягал от България през 1949 г., живее във Франция[25][26]
- Йордан Маринов, художник[27]
- Петко Пейчев (1892 – 1981), народен учител и културен деятел
- Енчо Рачев, художник